# رواسب البحيرات الجليدية

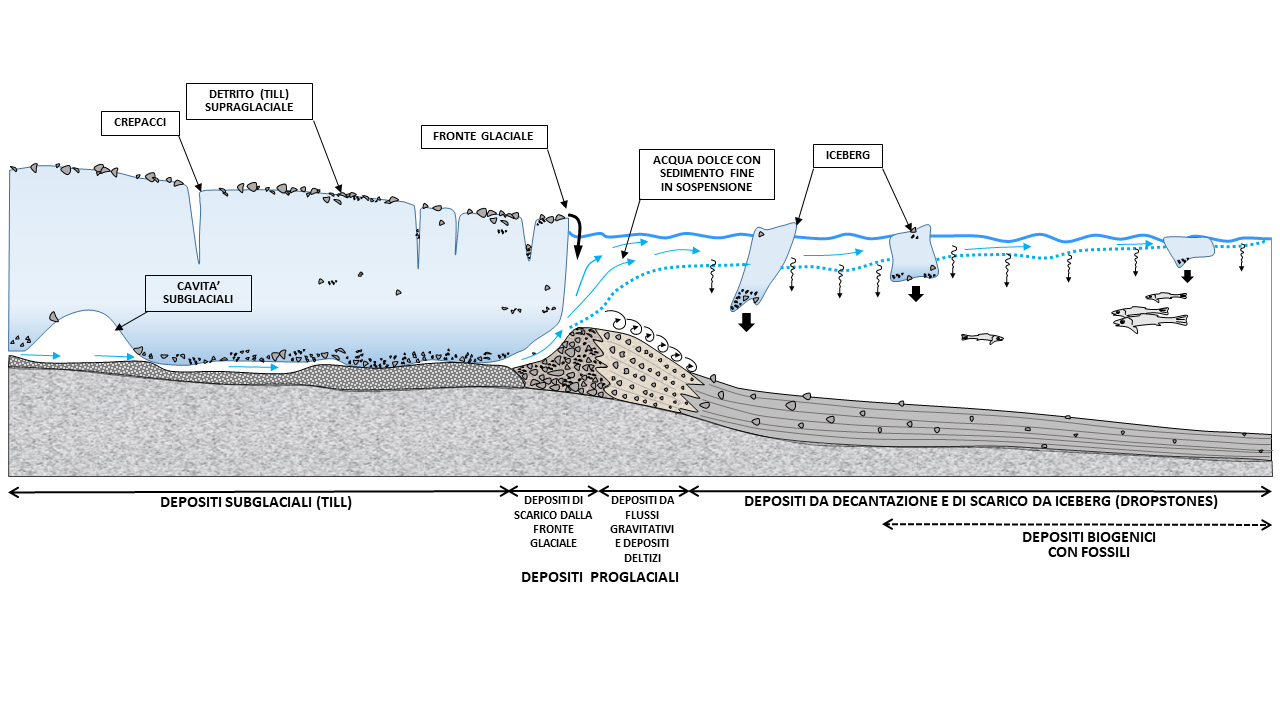
رسم تخطيطي يوضح رواسب البحيرات الجليدية (أو الجليدية البحيرية) الرئيسية وعمليات الترسيب

تسمى الرواسب المستقرة في البحيرات التي كانت قد نشأت بفعل الأنهار الجليدية رواسب البحيرات الجليدية. تتضمن هذه البحيرات بحيرات حواف الجليد أو أنواعًا أخرى تشكلت من التعرية أو الترسب الجليديين. تُحمل الرواسب في حمولة القاع والحمولة المعلقة إلى البحيرات ثم تترسب. تترسب حمولة القاع عند حافة البحيرة بينما تترسب الحمولة المعلقة بطول البحيرة.

## رواسب حمولة القاع إلى البحيرات الجليدية
تترسب رواسب حمولة قاع مجرى النهر، والتي تكون رمالاً أو حصباء في الغالب، في دلتا الأنهار التي تتشكل عند أطراف البحيرات. هذه الرواسب يمكن العثور عليها بالقرب من أطراف البحيرة وليس في وسطها.

## رواسب الحمولة المعلقة إلى البحيرة الجليدية
يتم نقل الرواسب التي يتم حملها في الحمولة المعلقة لمجرى النهر، والتي غالبًا ما تكون طبقات من الطمي والطين، إلى البحيرة في داخل الحمولة المعلقة أو عبر التيارات بطول قيعان البحيرات. وتكون هذه الرواسب النوع الرئيسي أثناء الشتاء بسبب انعدام الذوبان من النهر الجليدي ولذلك لا يكون لمجرى النهر سوى معدل تدفق منخفض ومن هنا يحمل كميات أقل من المادة الخشنة. عادةً ما تتألف هذه الرواسب من الترسيبات الرتبية دقيقة الحبيبة والتي تستقر في طبقات تسمى الطبقات الرقائقية الحولية أو الفارفيت. تمثل الطبقة الرقائقية الحولية ترسيبًا حوليًا من المواد وفي هذه الحالة تكون هذه طميًا/طينًا. يحدث كذلك الترسيب في دلتا الأنهار في أنماط رتبية كما في رواسب البحيرات، لكنها أكثر ثخانةً وتحتوي على مواد خشنة الحبيبات بدلاً من الطين والطمي فحسب. وكلما اقتربت الرواسب الرقائقية الحولية من خط الشاطئ، ستحتفظ طبقة الطين نسبيًا بنفس معدل الثخانة، لكن ستكون هناك زيادة في ثخانة طبقة الطمي.